# جاي تي تورنر
جاي تي تورنر (بالإنجليزية: J. T. Turner)‏ هو لاعب كرة قدم أمريكية أمريكي، ولد في 17 أبريل 1953 في مولتري في الولايات المتحدة.

## وصلات خارجية
- جاي تي تورنر على موقع مرجع كرة القدم المحترفة.كوم (الإنجليزية)